# Уэбстер (округ, Небраска)
Округ Уэ́бстер (англ. Webster County) — округ, расположенный в штате Небраска (США) с населением в 4061 человек по статистическим данным переписи 2000 года. Столица округа находится в городе Ред-Клауд.

## История
Округ Уэбстер был образован в 1871 году и получил своё название в честь государственного деятеля Дэниеля Уэбстера.

## География
По данным Бюро переписи населения США округ Уэбстер имеет общую площадь в 1489 квадратных километров, из которых около 1489 кв. километров занимает земля и менее одного квадратного километра — вода. Площадь водных ресурсов округа составляет 0,02 % от всей его площади.

### Соседние округа
- Адамс (Небраска) — север
- Карни (Небраска) — северо-запад
- Клей (Небраска) — северо-восток
- Смит (Канзас) — юго-запад
- Джуэлл (Канзас) — юго-восток
- Франклин (Небраска) — запад
- Наколс (Небраска) — восток

## Демография
| Население округа по десятилетиям |
| 1870 — 16 1880 — 7104 1890 — 11 210 1900 — 11 619 1910 — 12 008 1920 — 10 922 1930 — 10 210 1940 — 8701 1950 — 7395 1960 — 6224 1970 — 5396 1980 — 4858 1990 — 4279 2000 — 4061 |

По данным переписи населения 2000 года в округе Уэбстер проживал 4061 человек, 1118 семей, насчитывалось 1708 домашних хозяйств и 1972 жилых дома. Средняя плотность населения составляла 3 человека на один квадратный километр. Расовый состав округа по данным переписи распределился следующим образом: 98,10 % белых, 0,15 % чёрных или афроамериканцев, 0,27 % коренных американцев, 0,47 % азиатов, 0,07 % выходцев с тихоокеанских островов, 0,71 % смешанных рас, 0,22 % — других народностей. Испано- и латиноамериканцы составили 0,54 % от всех жителей округа.
Из 1708 домашних хозяйств в 26,80 % — воспитывали детей в возрасте до 18 лет, 57,70 % представляли собой совместно проживающие супружеские пары, в 5,00 % семей женщины проживали без мужей, 34,50 % не имели семей. 32,60 % от общего числа семей на момент переписи жили самостоятельно, при этом 17,90 % составили одинокие пожилые люди в возрасте 65 лет и старше. Средний размер домашнего хозяйства составил 2,28 человека, а средний размер семьи — 2,89 человека.
Население округа по возрастному диапазону по данным переписи 2000 года распределилось следующим образом: 23,60 % — жители младше 18 лет, 4,60 % — между 18 и 24 годами, 22,90 % — от 25 до 44 лет, 24,60 % — от 45 до 64 лет и 24,30 % — в возрасте 65 лет и старше. Средний возраст жителей округа составил 44 года. На каждые 100 женщин в округе приходилось 92,70 мужчин, при этом на каждых сто женщин 18 лет и старше приходилось 91,60 мужчин также старше 18 лет.
Средний доход на одно домашнее хозяйство в округе составил 30 026 долларов США, а средний доход на одну семью в округе — 36 513 долларов. При этом мужчины имели средний доход в 26 555 долларов США в год против 18 480 долларов США среднегодового дохода у женщин. Доход на душу населения в округе составил 16 802 доллара США в год. 7,70 % от всего числа семей в округе и 11,20 % от всей численности населения находилось на момент переписи населения за чертой бедности, при этом 13,50 % из них были моложе 18 лет и 10,50 % — в возрасте 65 лет и старше.

## Главные автодороги
- US 136
- US 281
- Автострада 4
- Автострада 78

## Населённые пункты
Города
- Блу-Хилл
- Ред-Клауд

Деревни
- Блейден
- Коулис
- Гайд-Рок

Другие
- Инэйвел